# Sony Mobile

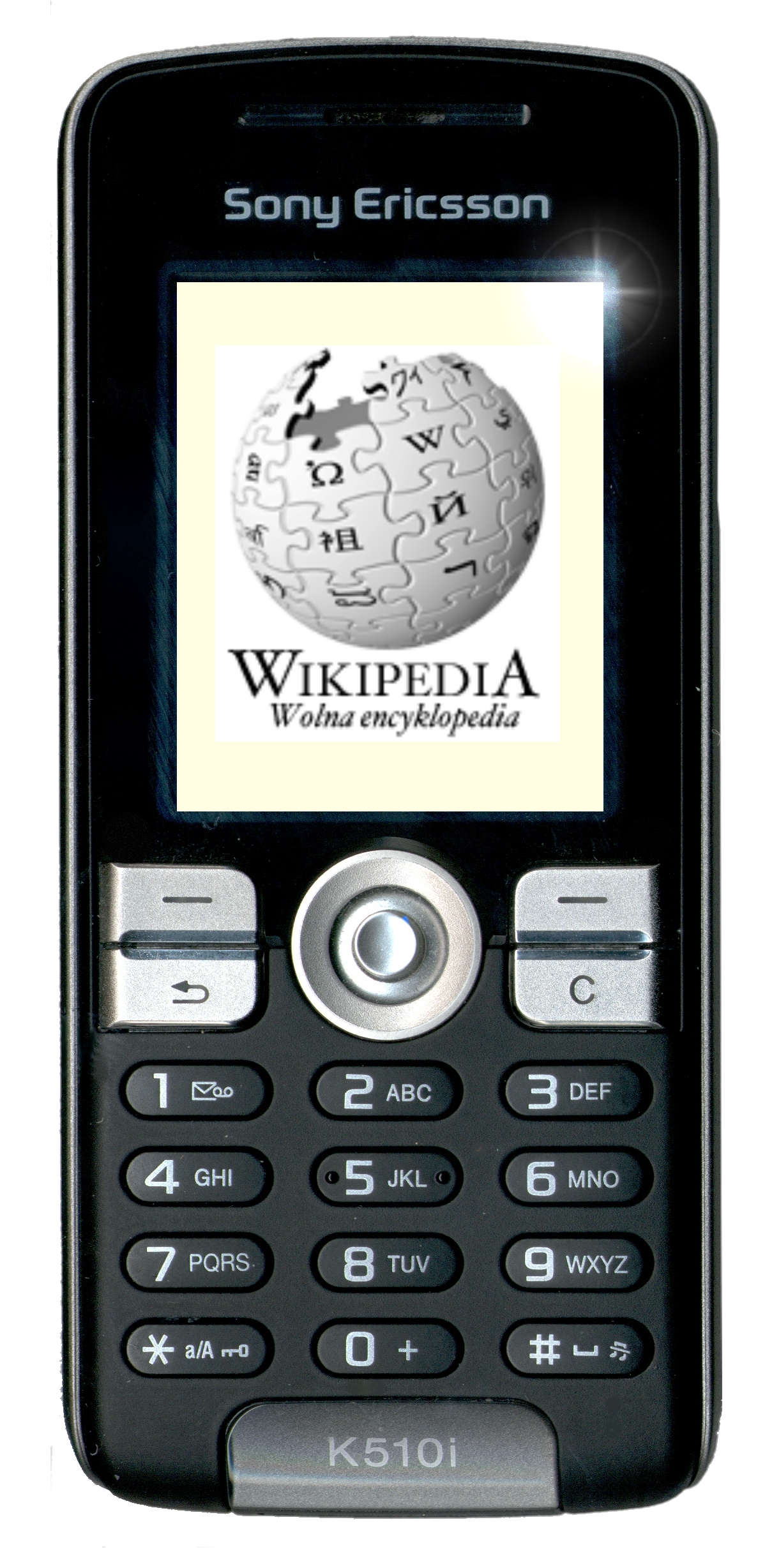
El Sony Ericsson K510i

Sony Ericsson és un fabricant de telèfons mòbils. És una join venture creada l'octubre de 2001 entre l'empresa japonesa Sony i la sueca Ericsson. Ambdues controlen respectivament el 50% de Sony Ericsson.
L'empresa té la seu a Londres i compta amb equips d'investigació a Suècia, el Japó, Xina, Alemanya, Estats Units, Índia, Pakistan i el Regne Unit.